# Neoliomera
Neoliomera là một chi cua thuộc họ Xanthidae.

## Các loài
Chi này được ghi nhận gồm các loài sau:
- Neoliomera cerasinus Ng, 2002
- Neoliomera demani Forest & Guinot, 1961
- Neoliomera insularis (Adams & White, 1849)
- Neoliomera intermedia Odhner, 1925
- Neoliomera lippa (Nobili, 1905)
- Neoliomera nobilii Odhner, 1925
- Neoliomera ovata Tweedie, 1950
- Neoliomera praetexta (Rathbun, 1906)
- Neoliomera pubescens (H. Milne Edwards, 1834)
- Neoliomera richteroides Sakai, 1969
- Neoliomera richtersi (De Man, 1889)
- Neoliomera sabaea (Nobili, 1905)
- Neoliomera striata Buitendijk, 1941
- Neoliomera sundaica (De Man, 1888)
- Neoliomera themisto (De Man, 1889)
- Neoliomera variolosa (A. Milne-Edwards, 1873)